# 아라키정
아라키정(荒木町)은 후쿠오카현 미즈마군에 설치되었던 정이다. 1955년 1월 1일 아라키정과 야스타케촌 등 2개 정·촌이 합병하여 지쿠호정이 신설되고 폐지되었다.